# Сергей Соловьов (спортист)
 Тази статия е за руския спортист.  За руския историк вижте Сергей Соловьов.  
Сергей Александрович Соловьов (на руски: Сергей Александрович Соловьёв), роден на 24 февруари (9 март) 1915 г. в Сокол, Вологодска губерния, Руска империя – починал на 12 февруари 1967 г. в Москва, РСФСР, СССР) е руски и съветски футболист, хокеист (на лед и на трева) и треньор по футбол.
Заслужил майстор на спорта на СССР (1945). Известен е преди всичко като футболист. Играе също хокей с топка (шампион на СССР за 1951 и 1952 години) и хокей на лед (шампион на СССР за 1947 година).

## Успехи
Футбол
- Шампион, СССР (3): 1940, 1945, 1949
- Вицешапион, СССР (4): 1946, 1947, 1948, 1950
- Бронзов медалист, СССР (1): 1952
- Голмайстор №1 на СССР за 1948: с 25 гола
- Заслужил майстор на спорта: 1945
- Член на „Клуб Григорий Федотов“ (най-добрите голмайстори): 7-о място във вечната ранглиста със 167 гола
- Вкарва юбилейните голове №300, №400 и №500 за „Динамо (Москва)“

Хокей на лед
- Шампион на СССР (1): 1947

Хокей с топка
- Шампион на СССР (2): 1951, 1952
- В списъка на 22-та най-добри хокеисти от Федерацията по хокей с топка на СССР (Русия) (3): 1950, 1951, 1952